# Sebastian Deisler
Sebastian Toni Deisler (Lörrach, 5. siječnja 1980.) je bivši profesionalni nogometaš, te bivši reprezentativac Njemačke.
Tijekom svoje karijere, Deisler je igrao na pozicijama desnog krila i navalnog veznog igrač. Budući da je bio predstavljan kao budućnost njemačkog nogometa, Deislerova karijera bila je razočaravajuća zbog ozljede križnih ligamenata i drugih ozljeda, kao i depresije. Deisler se povukao iz profesionalnog nogometa u siječnju 2007. godine, s 27 godina.